# Троїцький Браїлівський жіночий монастир УПЦ МП
Троїцький Браїлівський жіночий монастир або інакше Чернеча Обитель в честь Святої Троїці в місті Браїлів — Чернеча, Жіноча Обитель Старої церкви, Кафоличної і Православної під контролем РПЦвУ, що розташований у Містечку (СМТ) Браїлів, (Округа Браїлівська, Область Вінницька, Рідна Україна).
Комплекс пам'яток архітектури і містобудування національного значення. Діє у приміщенні колишнього монастиря тринітаріїв.

## Історія

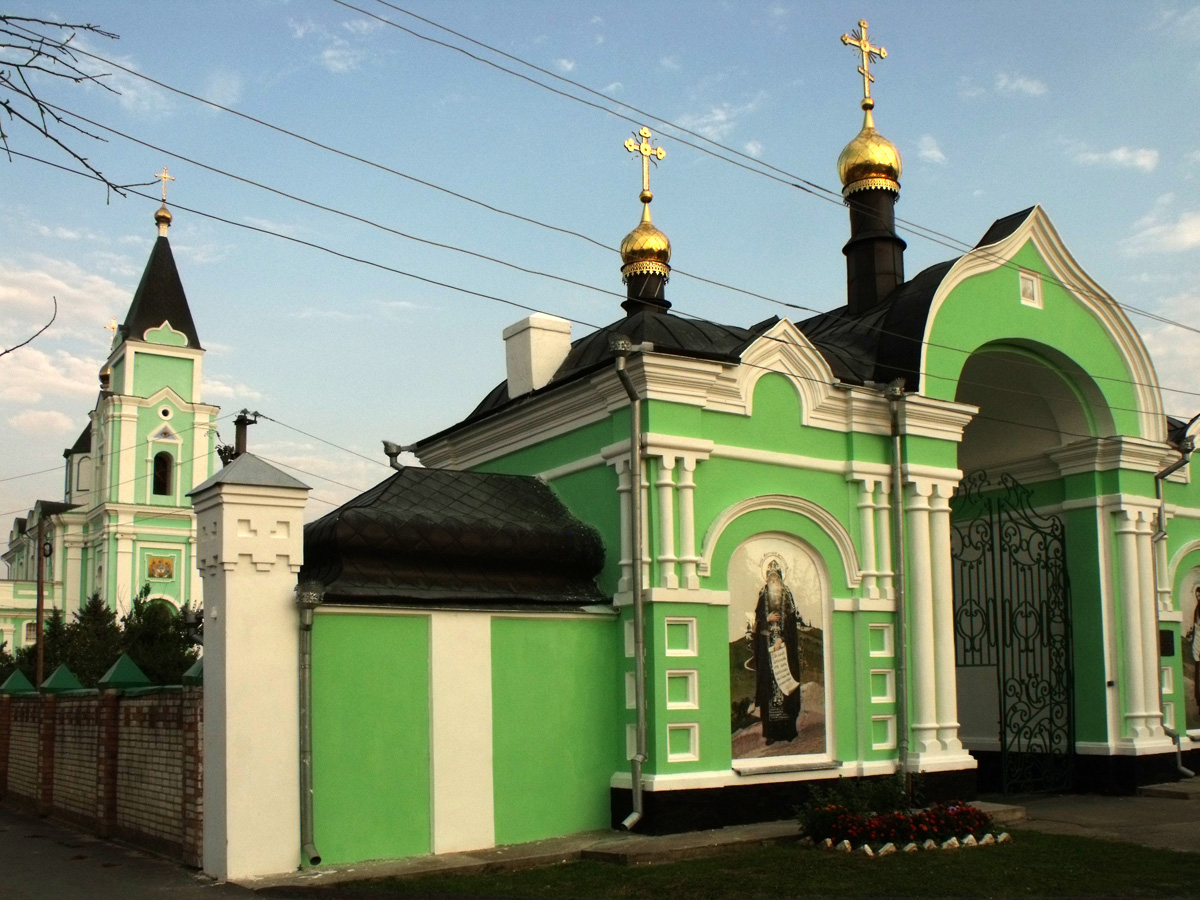
Брама Троїцького монастиря

Заснований у 1635 р. у Вінниці за клопотанням Брацлавського підсудка і королівського секретаря Михайла Кропивницького, згодом сенатора польського.
Теперішня будівля монастиря почала зводитися у 1767 р. у Браїлові коштом польського магната Францішека Салезія Потоцького як монастир католицького ордену тринітаріїв. Завершене будівництво було 1778 р. за сприяння його сина Станіслава Щенсного.
Після анексії Поділля Російською імперією в будівлю закритого внаслідок польського повстання 1830—1831 рр. монастиря тринітаріїв у 1845 р. перемістився православний жіночий монастир з Вінниці. Той був закритий уже більшовицькою владою 1932 р. після того, як у монастирі більшовики знайшли збіжжя, приховане під час Голодомору селянами Москалівки і Козачівки. Під час нацистської окупації монастир з дозволу румунської адміністрації відновився у 1942 р., але знову був закритий радянською владою у 1962 р. До 1989 р., коли монастир знову відкрився в цій будівлі, там функціонували Браїлівське профтехучилище, а згодом туристична база. Зараз монастир є діючим Російської православної церкви.. У 90-ті роки ХХ ст. проведено реставрацію всього комплексу будинків і монастирського подвір'я.
З 25 квітня 1895 р. по 1 червня 1898 р. в монастирі служив Старший Священник Ігнатій Олександрович Лотоцький (1834—1898). За час служби він вивчив історію монастиря і написав брошуру «Виннице-Браиловский женский монастырь и его святыни». Твір був виданий після смерті автора упорядником Євгеном Червінським та сином о. Ігнатія- Олександром Лотоцьким.

## Архітектура

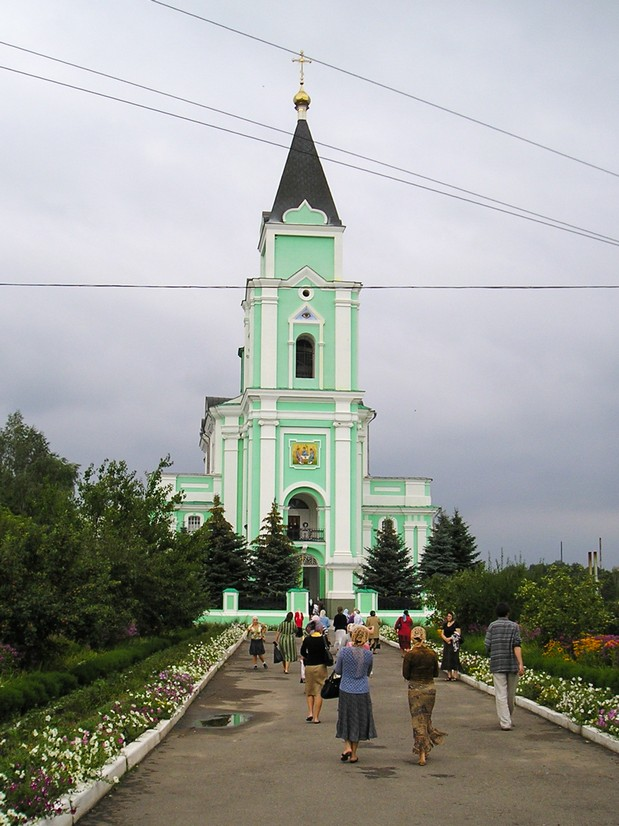
Дзвіниця монастиря

Первісно до обителі належали будинок костелу з приєднаним до нього з боку хору корпусом келій, що виконані в стилі бароко. Келії монастиря двоповерхові, цегляні. У ХІХ ст. була зведена брама зі службовими приміщеннями. Брама також відноситься до пам'яток архітектури як окремий об'єкт.
Храм з його складною багатоплановістю об'ємів відрізняється досить стриманим декором фасаду. Це тринавна базиліка, перекрита склепіннями з люкарнами у середньому наві.
Окрасою храму є двоярусна дзвіниця, також побудована у стилів бароко з багатою пластикою та великими проймами. За переказами, дзвони тут лунали по-особливому завдяки овальним отворам на перекриттях склепінь. На другому ярусі дзвіниці в центрі є зображення хреста з двома однаковими двораменними і однією однораменною поперечинами та короною вгорі — герб Пилява родини Потоцьких, який був у ХІХ ст. перероблений у восьмипроменевий старообрядницький хрест.

## Інтер'єр
Інтер'єр розписав у 1787 р. віденський художник-чернець Йозеф Прехтль. Щоб подивитися на стінопис, до храму в 1787 р. навідався поцінувач творчості художника — польський король Станіслав Август Понятовський. Сюжетні та декоративно-орнаментальні мотиви були виконані у стилі рококо. Ці розписи темперою по сухій штукатурці не збереглися. Коли монастир став православним, розписи у стінних нішах виконав Є. Осмоловський. Ті були зіпсовані вже за радянські часи. Рештки стінопису остаточно були забілені наприкінці ХХ ст.
У монастирі є свої шановані реліквії:
- ікона Браїлівської Ченстоховської Божої Матері, яка є списком з Ченстоховської і пожертвувана, за переказами, Михайлом Кропивницьким Вінницькому Благовіщенському монастирю в 1635 р.;
- ікона Браїлівської Почаївської Божої Матері, що походить з Почаївської лаври. Її в 1887 р. знайшов у Лаврі професор А. Хойнацький, який довів, що вона є копією чудотворного образу з Браїлова, котрий зник після захоплення містечка турками 1672 р. 1890 р. на цю ікону покладено срібно-позолочені шати, які разом з іншими цінностями зникли після 1917 р. Ікона ж досі зберігається у монастирі;
- ікона Божої Матері Троєручиці, написана на початку ХІХ ст. в Афоні;

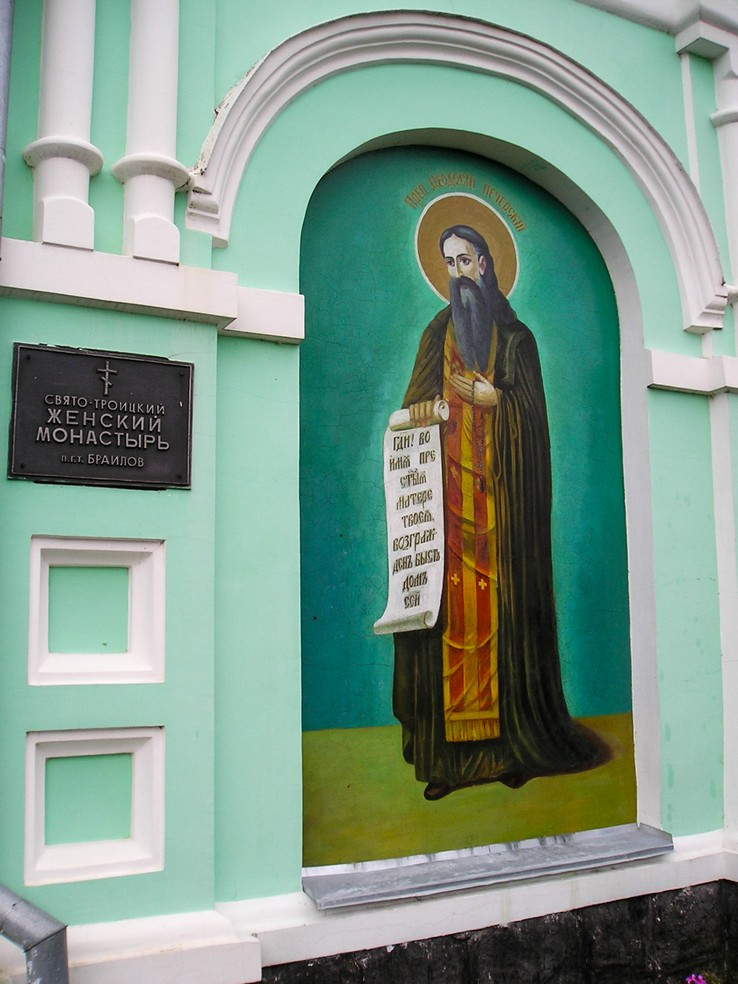
Вхід до монастиря

- ковчежець з мощами святих.[7]

## Міфологія
За переказами місцевих жителів, монастир колись прикрашала статуя Ісуса Христа-Назарея в ріст людини, яку привіз з Туреччини один поляк-католик (За іншим відомостями, реліквію привезено з Мадрида). Це була скульптура Ісуса в багряній туніці із зав'язаними на грудях руками — символічна згадка про християнських невільників, котрих тринітарії викупали з неволі. В одному з тамтешніх міст подолянин став свідком того, як турки розпоряджалися награбованим в Європі майном. Серед вивезених ними цінностей була й статуя Христа. Бідному подолянину чудом вдалося викупити статую у турка і привезти до Браїлова. Нею пишалися як католики, так і православні. Статуя вважалася чудотворною. Згодом її перенесли до нового католицького костелу, звідки вона зникла у вирі подій після 1917 р. Теперішнє її місцезнаходження невідомо.

## Туристичний аспект
У 2007 р. проект «Браїлівська скарбниця» був визнаний серед переможців обласного конкурсу «Сім чудес Вінниччини». Проект включив до себе Свято-Троїцький жіночий монастир XVIII ст. УПЦ МП та Державний музей П. І. Чайковського і Н. Ф. фон Мекк, пам'ятку архітектури ХІХ ст. (смт Браїлів, Жмеринський район).

## Транспорт
Із Києва можна дістатися будь-якою електричкою жмеринського напрямку до ст. Браїлів, а ще краще — до з.п. Козачівка. Із Вінниці щопівтори години курсує електропоїзд «Козятин-Жмеринка».

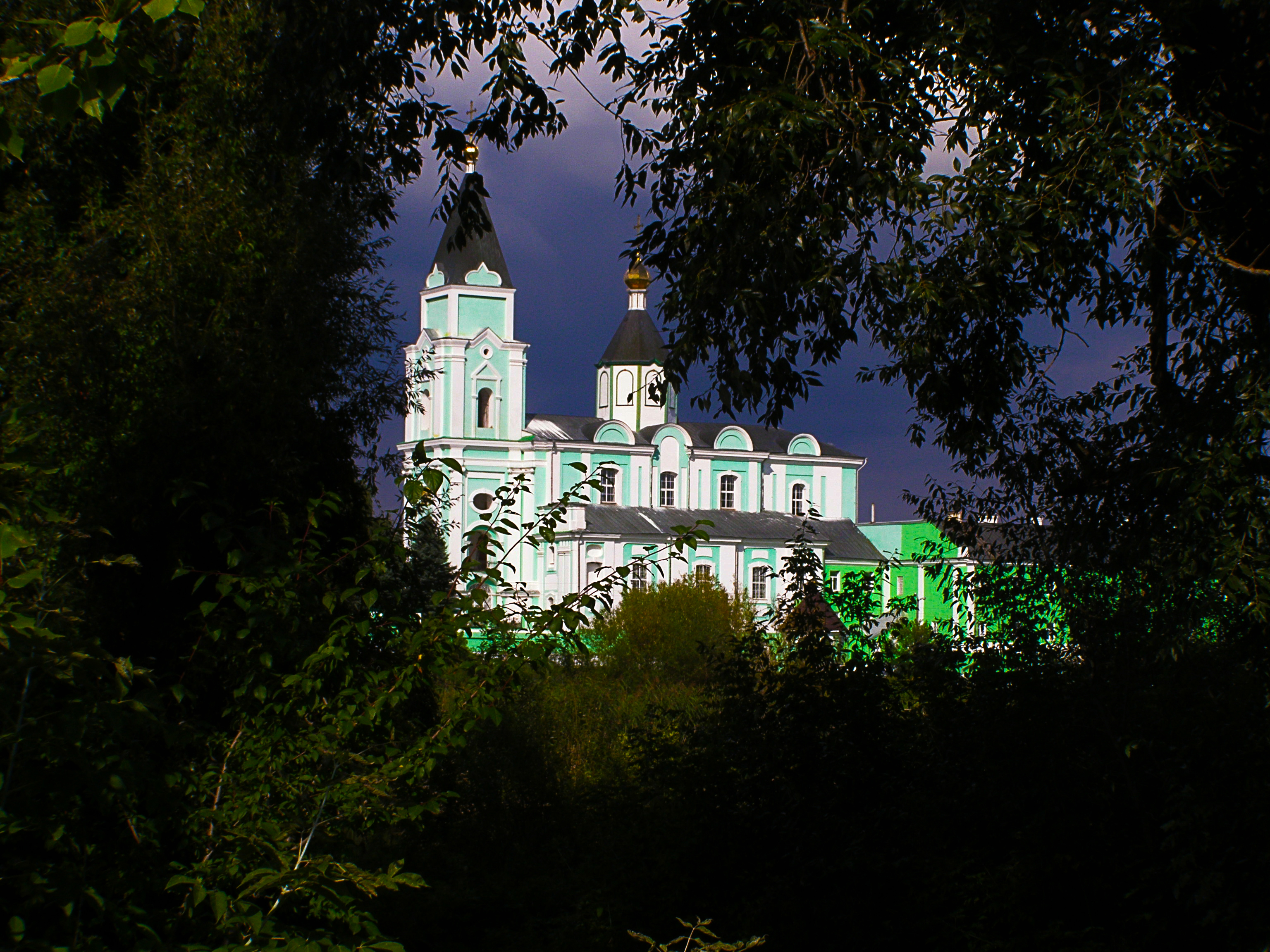
Троїцький собор. Ракурс
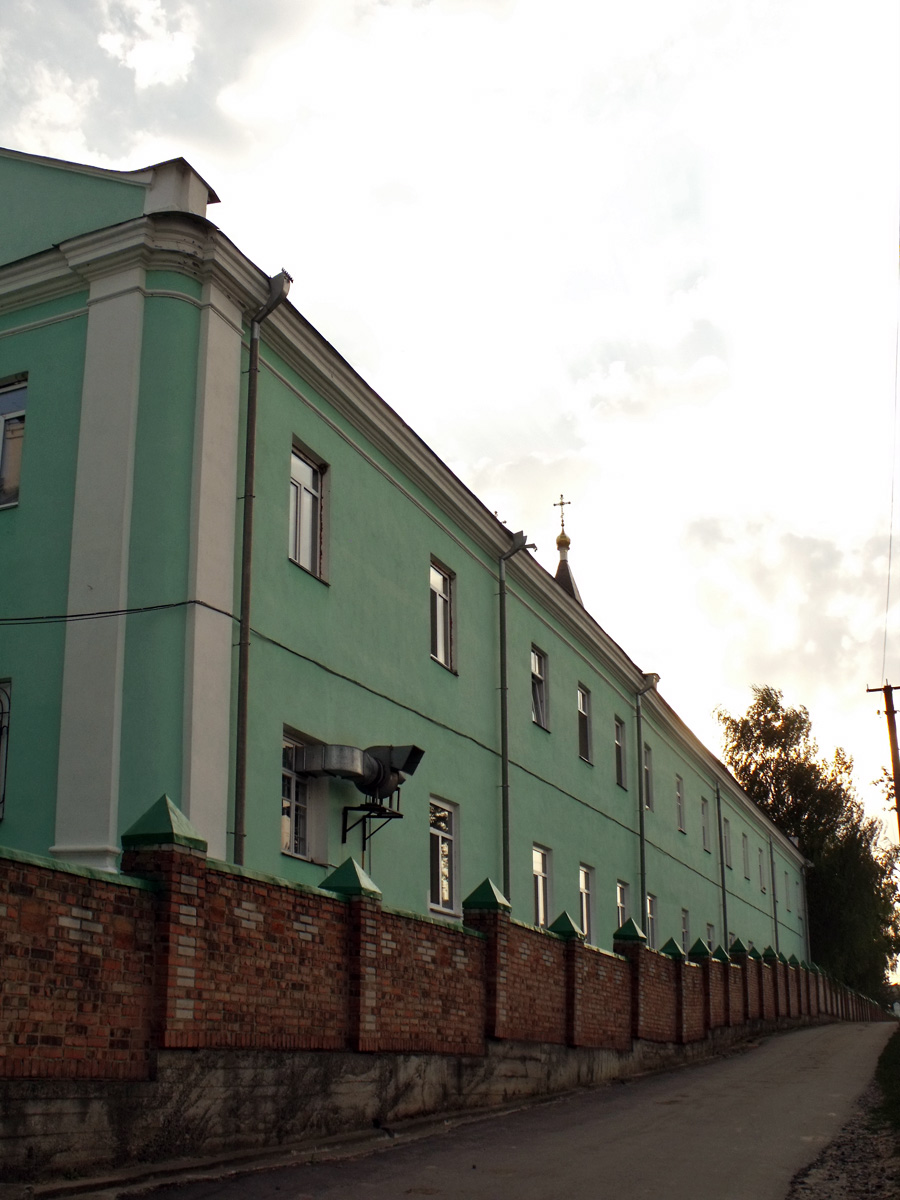
Монастирські келії
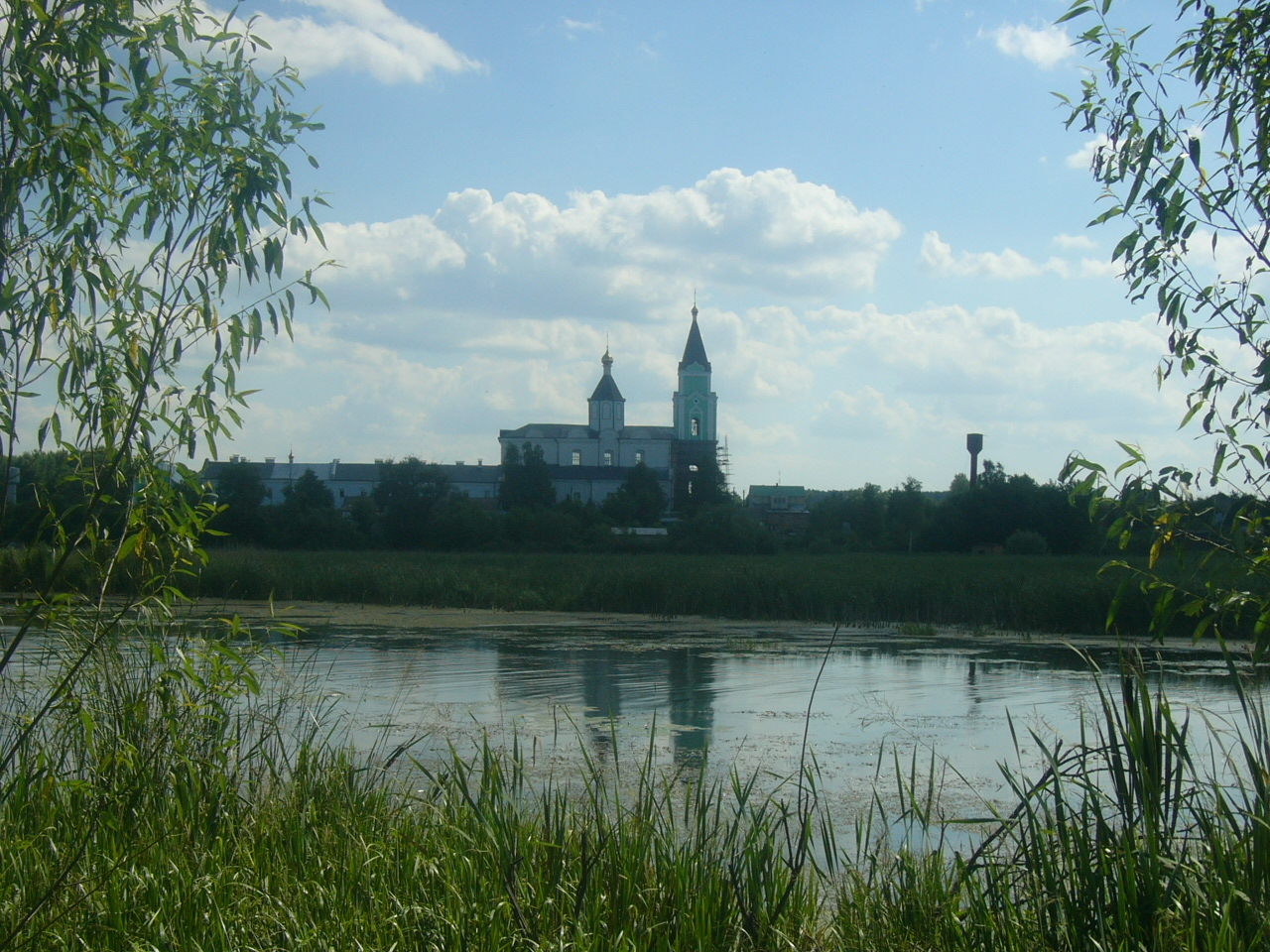
Свято-Троїцький монастир за річкою Рів
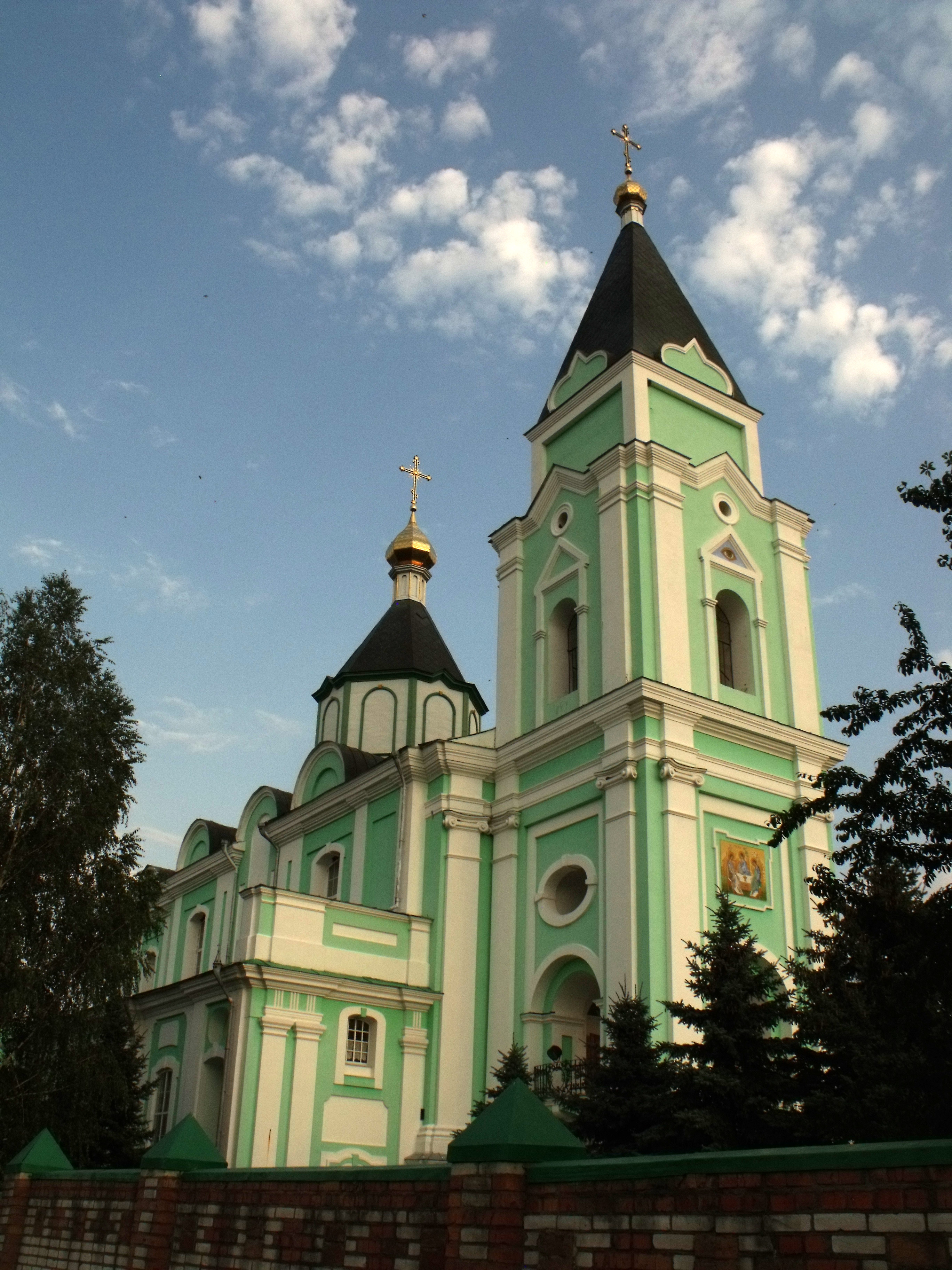
Вигляд з вулиці Монастирської
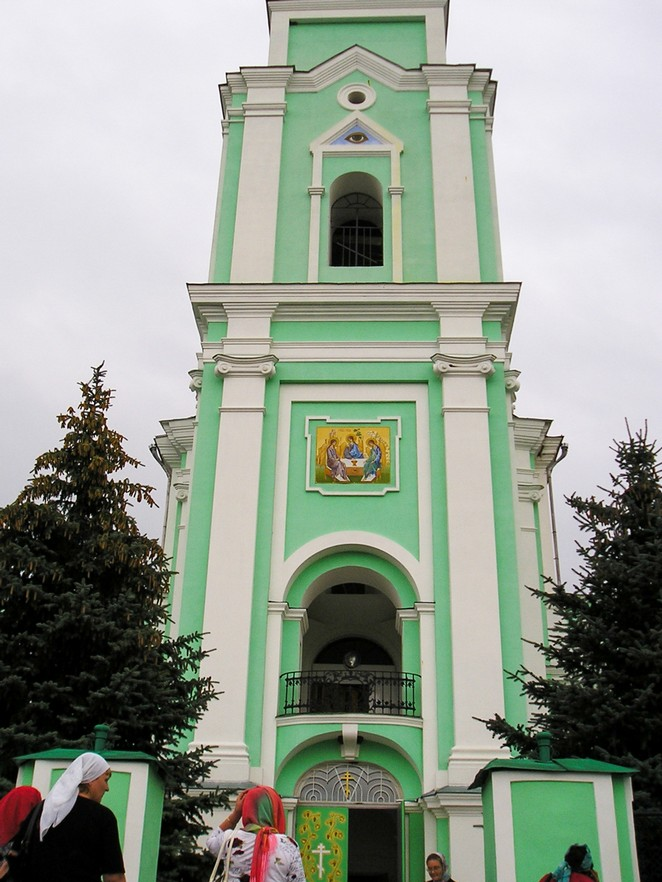
Архітектурний декор дзвіниці
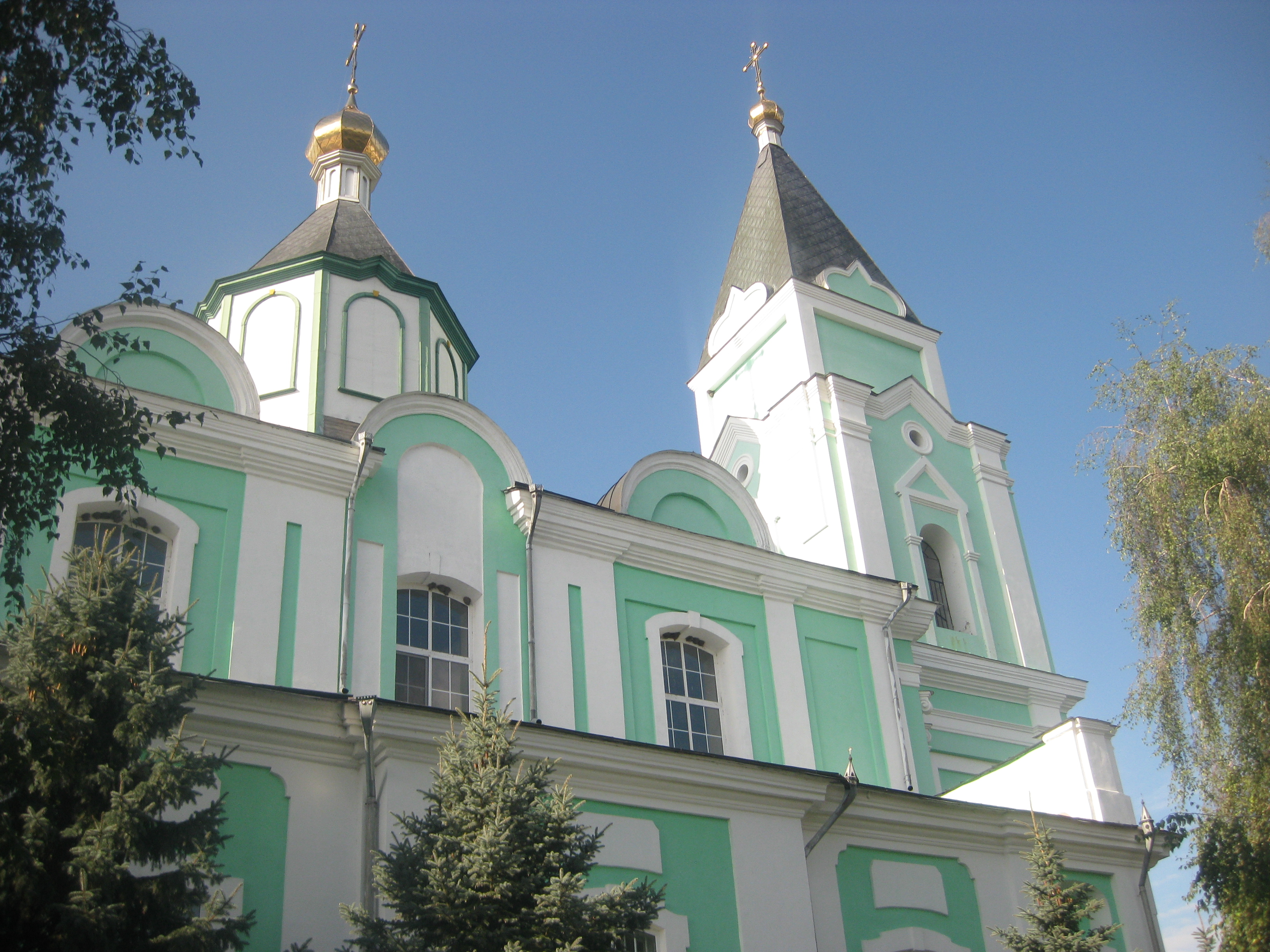
Ракурс